# Telefonsvarer
En telefonsvarer er et elektronisk apparat som er tilsluttet en telefonabonnents telefonlinje og automatisk besvarer opkald, når ejeren af telefonen ikke kan eller vil svare. Telefonsvareren kan optage en besked og afspille den for modtageren. Tidligere blev beskeden optaget på kassettebånd, men i dag bruges også andre lagringsmedier.
I dag kan en telefonsvarer være tilknyttet et mobiltelefonabonnement. Når abonnenten er uden for signaldækning, har telefonen slukket eller ikke ønsker at besvare et opkald, videresendes opringningen til et elektronisk system hos operatøren, og en besked kan så spilles ind på det. Abonnenten kan ringe op for at høre beskeden. Tjenesten kaldes mobilsvar.

## Historie
Telefonsvareren blev opfundet i 1898 af Valdemar Poulsen.
Der er delte meninger om, hvem som opfandt den første automatiske telefonsvarer. William Muller opfandt en i 1935, men også William Schergens har angiveligt opfundet et apparat i 1931.
Henning Blachman, far til Thomas Blachman, opfandt i 1958 en automatisk telefonsvarer og har siden levet af patentet fra opfindelsen, men har aldrig selv sat den i produktion.